# Barjac, Gard
Barjac je naselje in občina v južnem francoskem departmaju Gard regije Languedoc-Roussillon. Naselje je leta 2008 imelo 1.530 prebivalcev.

## Geografija
Kraj leži v pokrajini Languedoc 34 km severovzhodno od Alèsa.

## Uprava
Barjac je sedež istoimenskega kantona, v katerega so poleg njegove vključene še občine Méjannes-le-Clap, Rivières, Rochegude, Saint-Jean-de-Maruéjols-et-Avéjan, Saint-Privat-de-Champclos in Tharaux s 3.739 prebivalci.
Kanton Barjac je sestavni del okrožja Alès.